# Neubiberg
Neubiberg település Németországban, Felső-Bajorországban, a München kerületben.

## Története

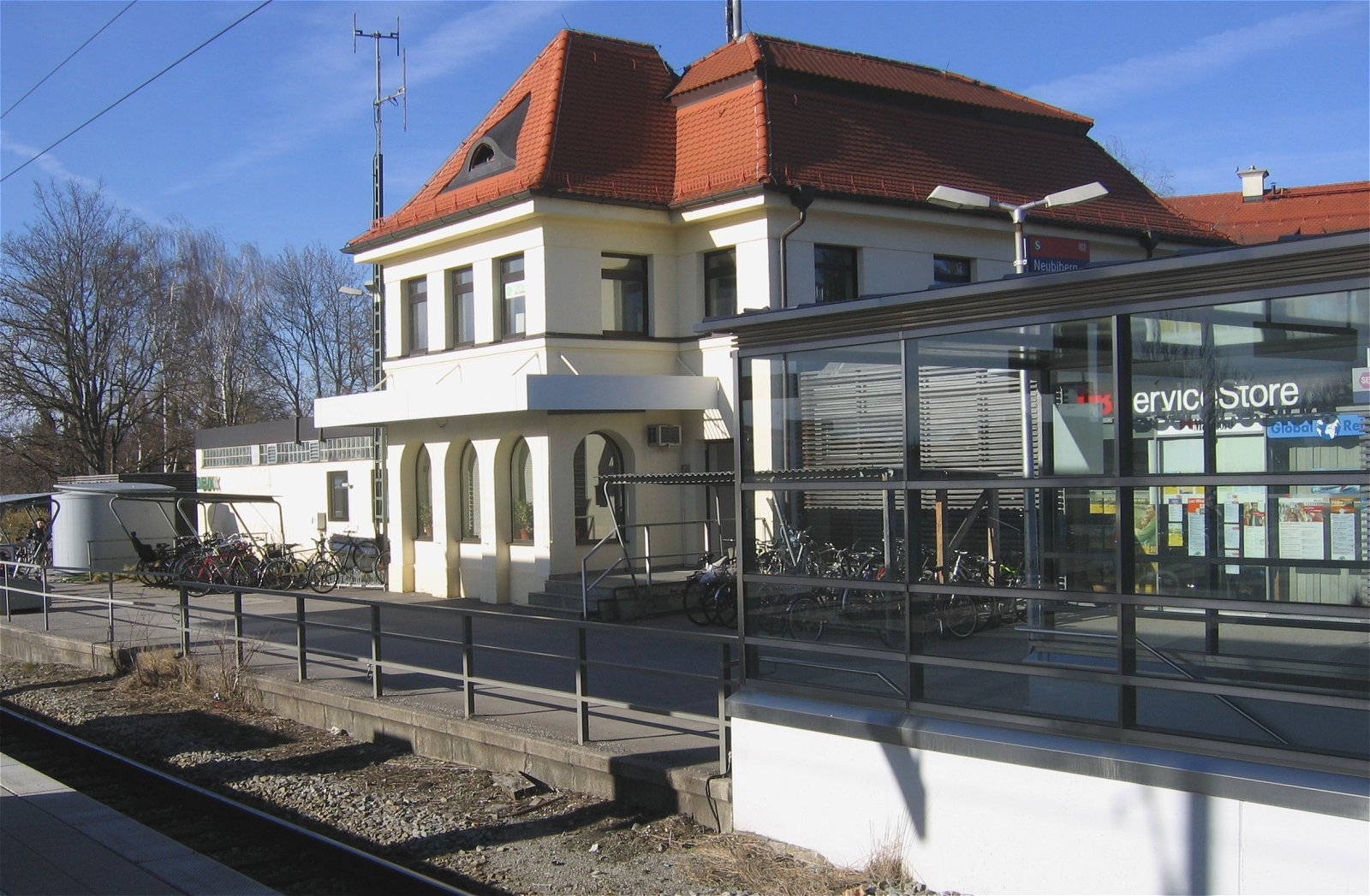
Az állomás épülete

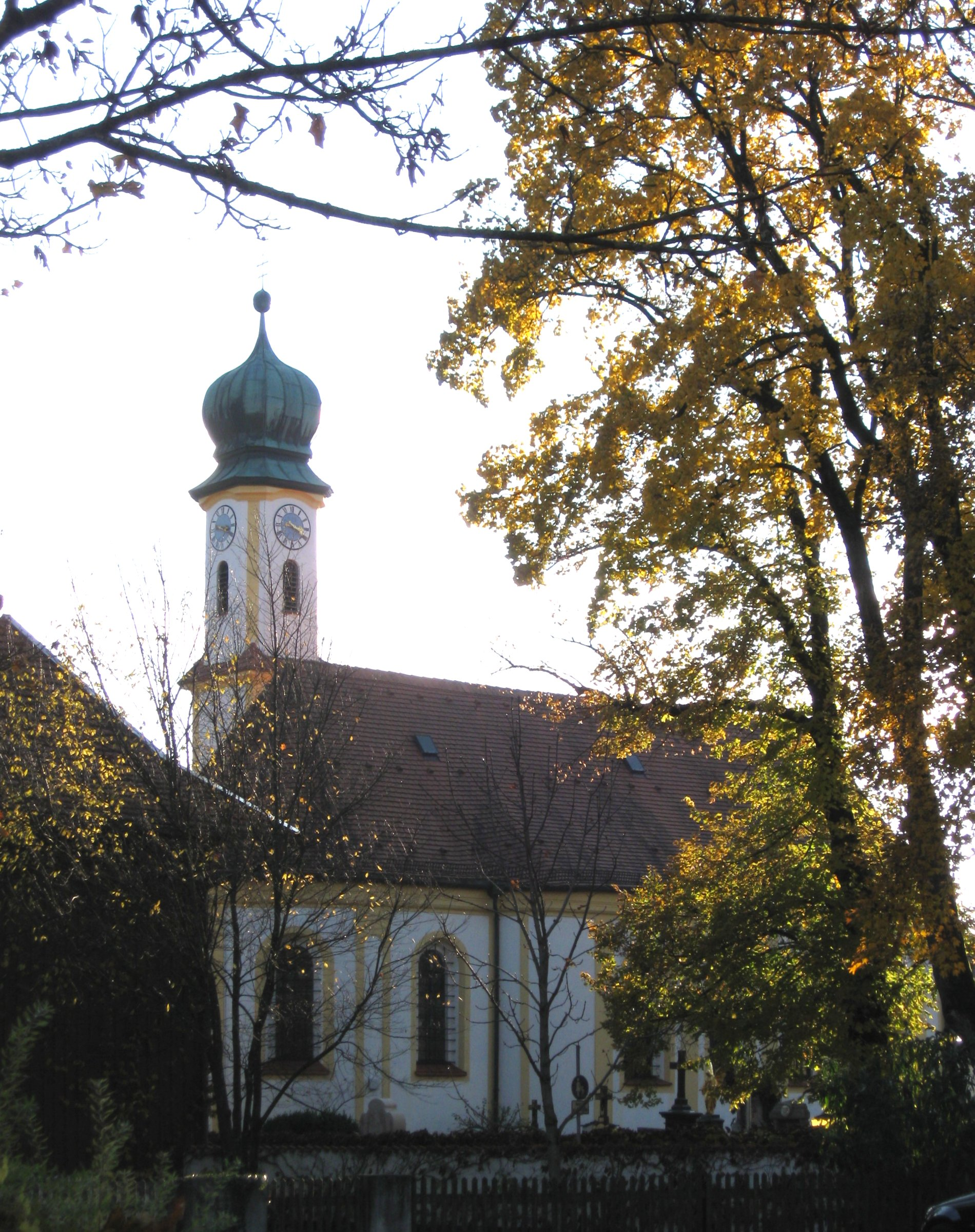
Szent György templom

A település és környéke az itt talált régészeti leletek alapján már az őskor óta lakott hely volt. A légi régészet bizonyítékai szerint pedig területén késő kelta (i. e. 260–50) való leletek is találhatók. A későbbi falut Pipurk. Villa piburc néven 1034-1041 között említették először a Tegernsee kolostor adományként.
1818-ban során a Bajorország közigazgatási reformja során lett önálló község. 1900 körül Münchenből érkezett „telepesek” telepedtek le itt a régi ut mellett, a Rosenheim felőli részen. A helyet 1903 óta nevezik Neubiberg néven.
A náci időszakban, egy katonai légi bázis épült Neubibergben, a város történelmi központjában Unterbiberg, melyet a második világháború után az US Air Force használt. 1958-ban a légi bázis a Bundeswehr egyetem (katonai akadémia) lett, és így az Air Force végül 1973-ban Fürstenfeldbruck-ba költözött át. 1975. január 1-ével Unterbiberg Önkormányzat hivatalosan is megváltoztatta nevét, a város egyesült Neubibergel. 1982-ben, egy sportközpont jött létre, a Zwergerstraße mögött, a katonai iskolában.
Neubiberg az 1980-as évektől a müncheni Lajos–Miksa Egyetem számos oktatási és kutatási intézményének székhelye lett.

## Népesség
| Lakosok száma | 137  | 3247 | 9436 | 9054 | 13 427 | 13 621 | 13 903 | 14 098 | 14 473 | 14 618 |
|               | 1875 | 1950 | 1975 | 1987 | 2012   | 2014   | 2016   | 2017   | 2021   | 2023   |

## Nevezetességek, műemlék épületek
- Katolikus templom 1928-ban épült.
- Kápolna
- Kőkereszt
- Egykori udvarház – műemlék épület
- Szent György katolikus templom – barokk stílusban, hagyma toronnyal, déli oldalán sekrestyével épült 1725–1734 között (Philipp Jakob Zwerger, Michael Probst).
- Két egykori repülőgép hangár – háromhajós rendszer, párhuzamos szegmentált arch., Zollinger-design, fa szerkezetű, délre nagy kapukkal (Franz Defregger és Landbauamt München, 1933/1934)

## Itt születtek, itt éltek
- Anderlecht Welsch (1842–1906) – népdalénekes és előadóművész
- Wilhelm Geiger (1856–1943) – indiai tudós és Iranisztikus
- Inge Schell (* 1939) – egykori atlétika sportoló
- Hermann Rumschöttel (* 1941) – levéltáros, történész
- Natascha Kohnen (* 1967) – biológus, tanár, politikus (Bajor Állami Parlament)
- Oliver Clemens (* 1968) – színész
- Stefan Lindl (* 1969) – esszéista, újságíró
- Tobias Thalhammer (* 1979) – színész
- Manuel Steitz (* 1994), színész

## Galéria

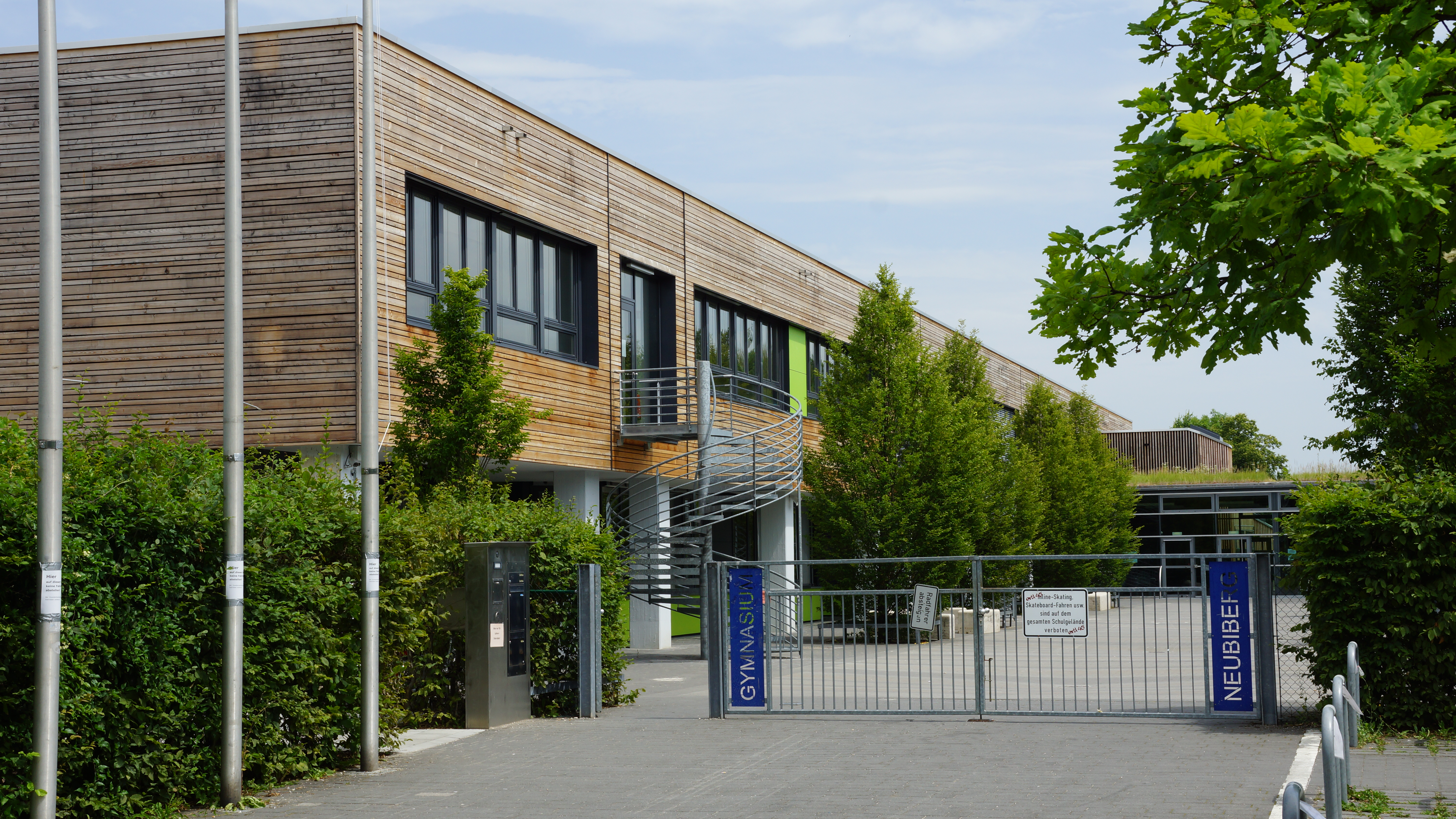
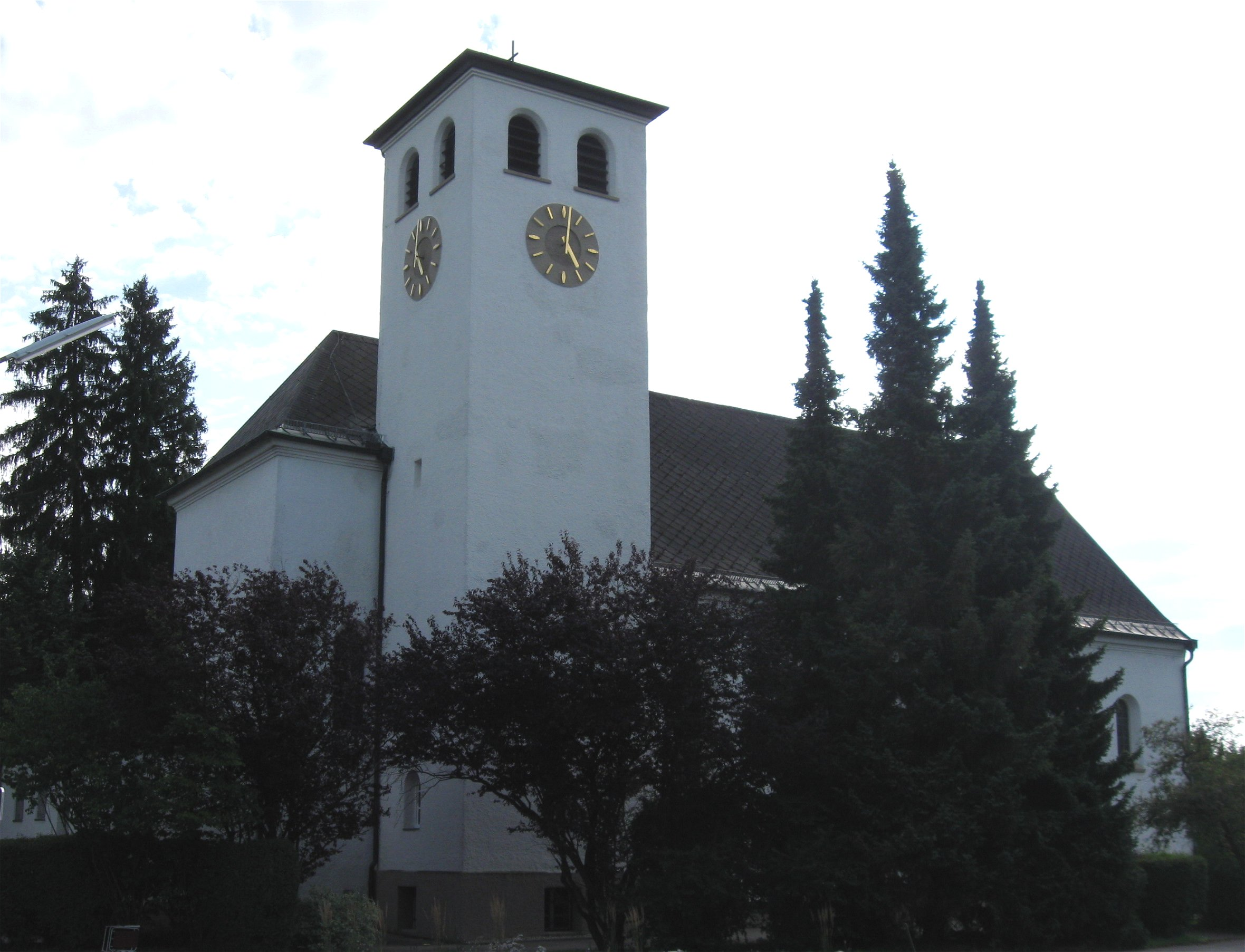
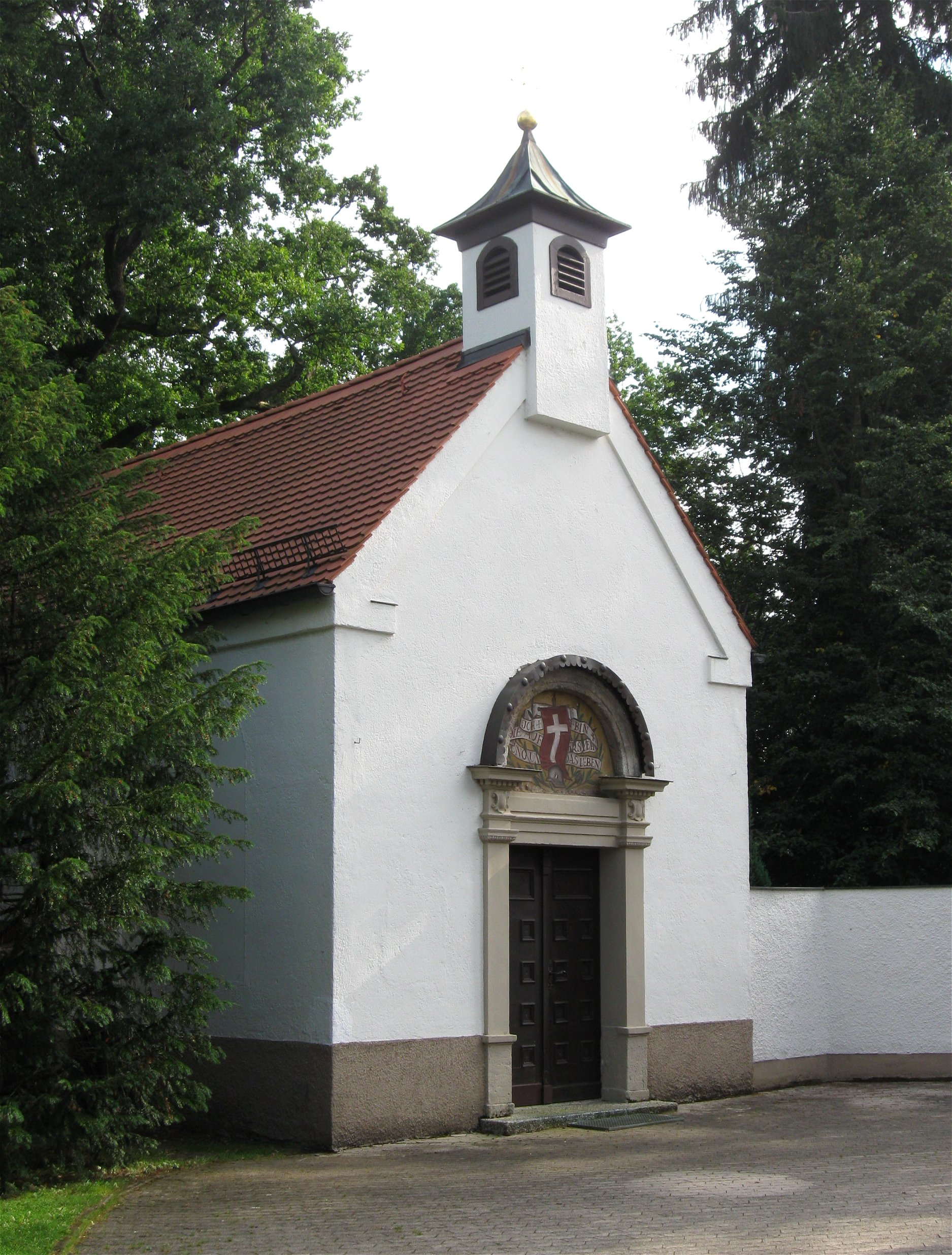
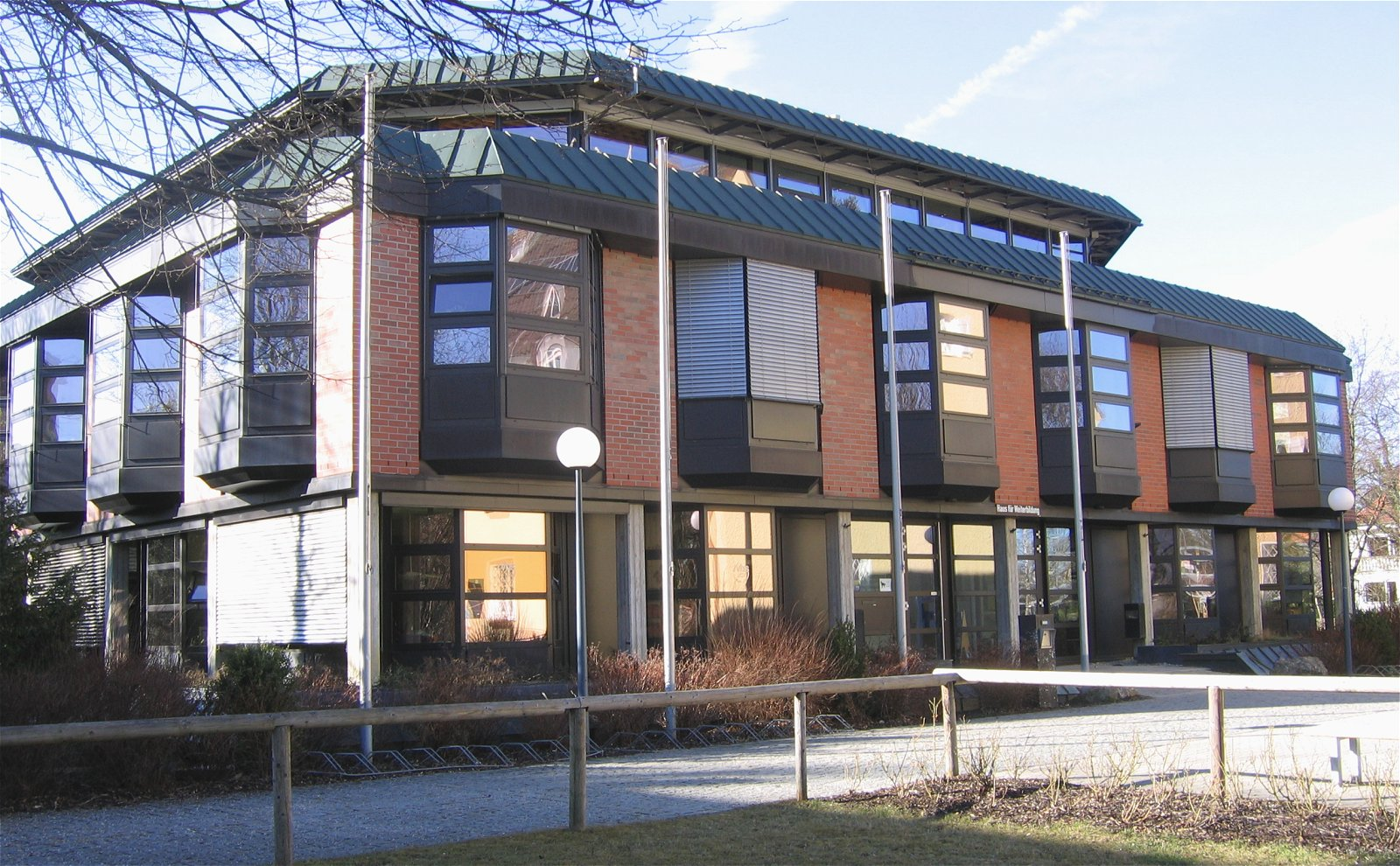
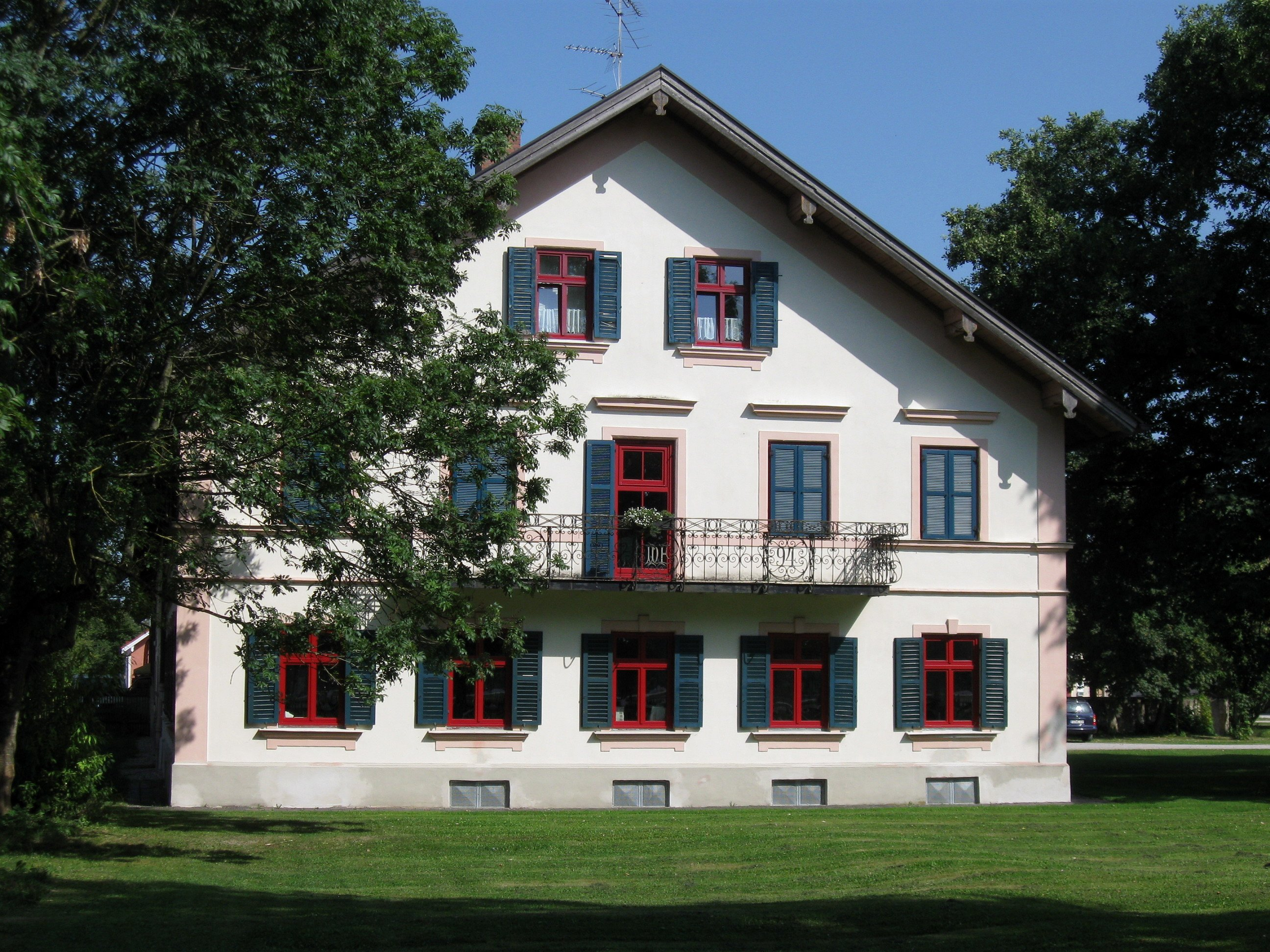
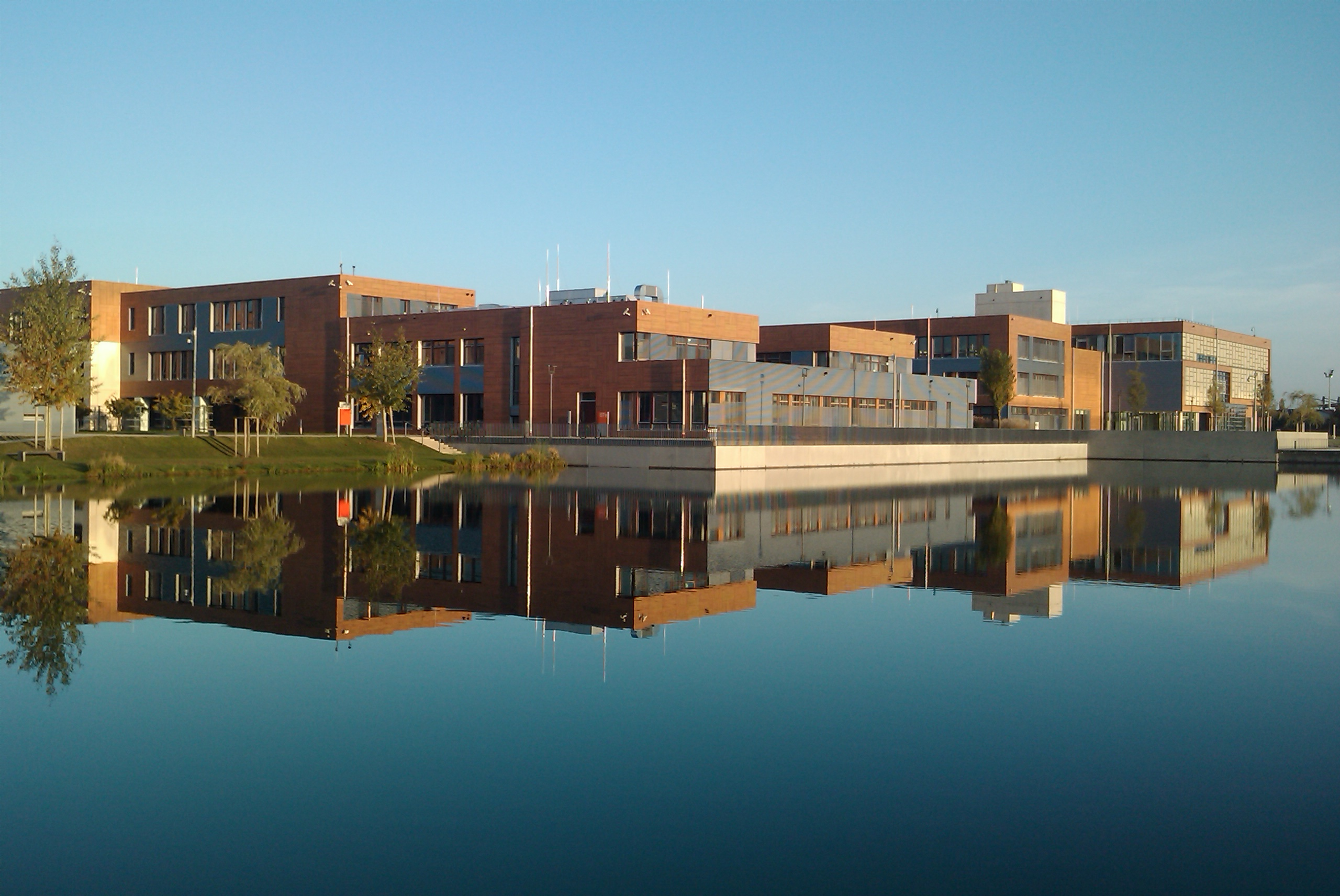
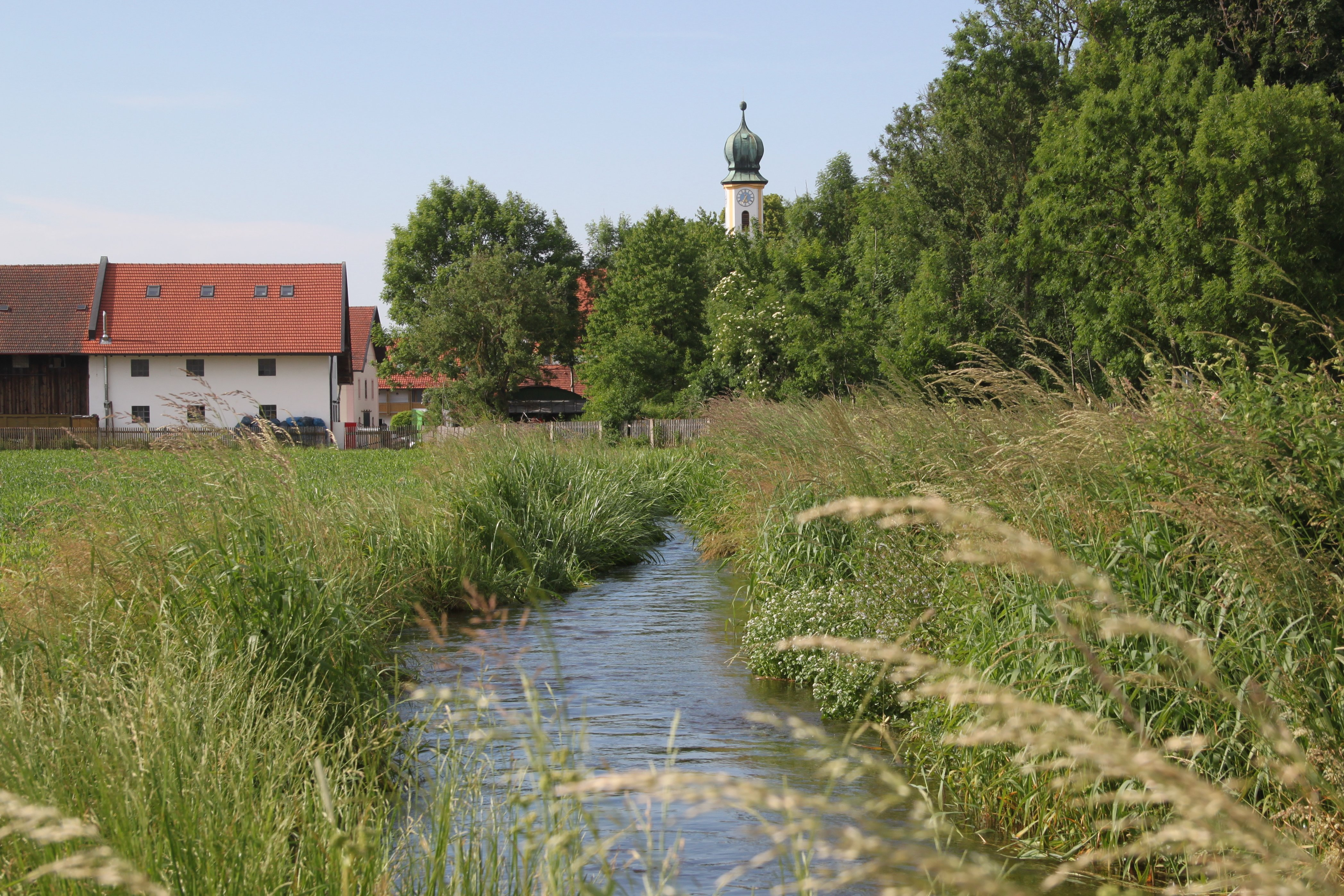
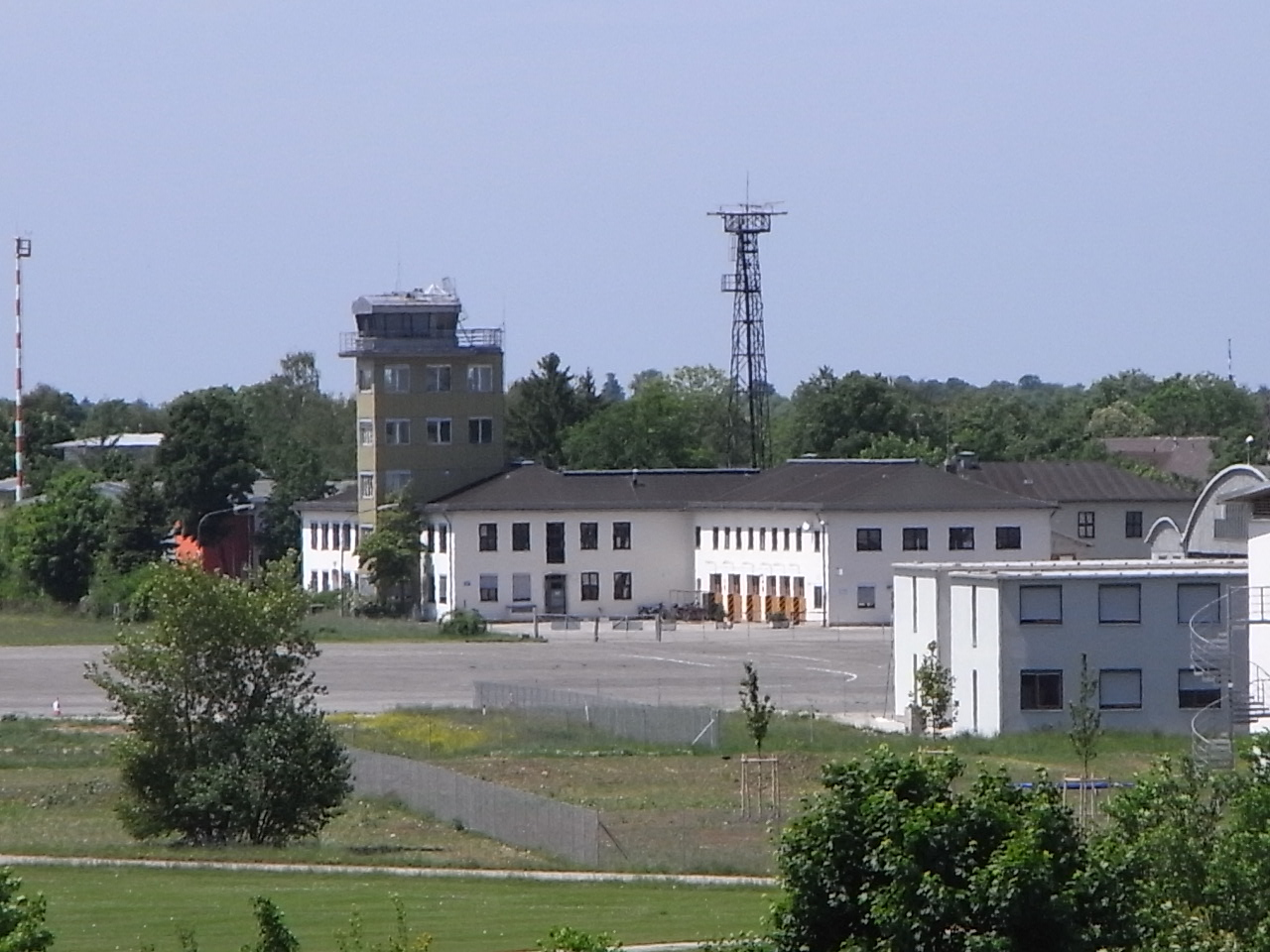
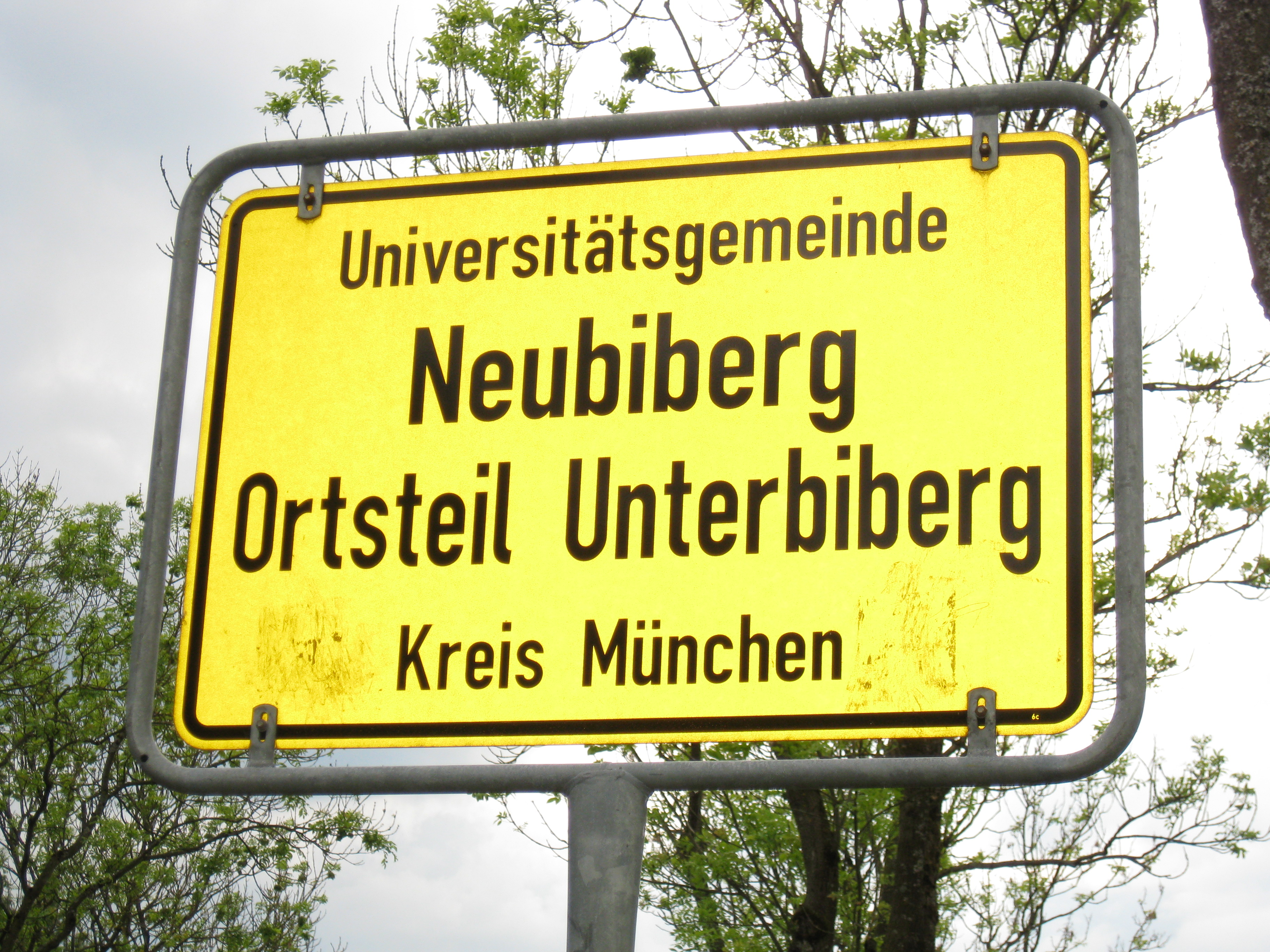
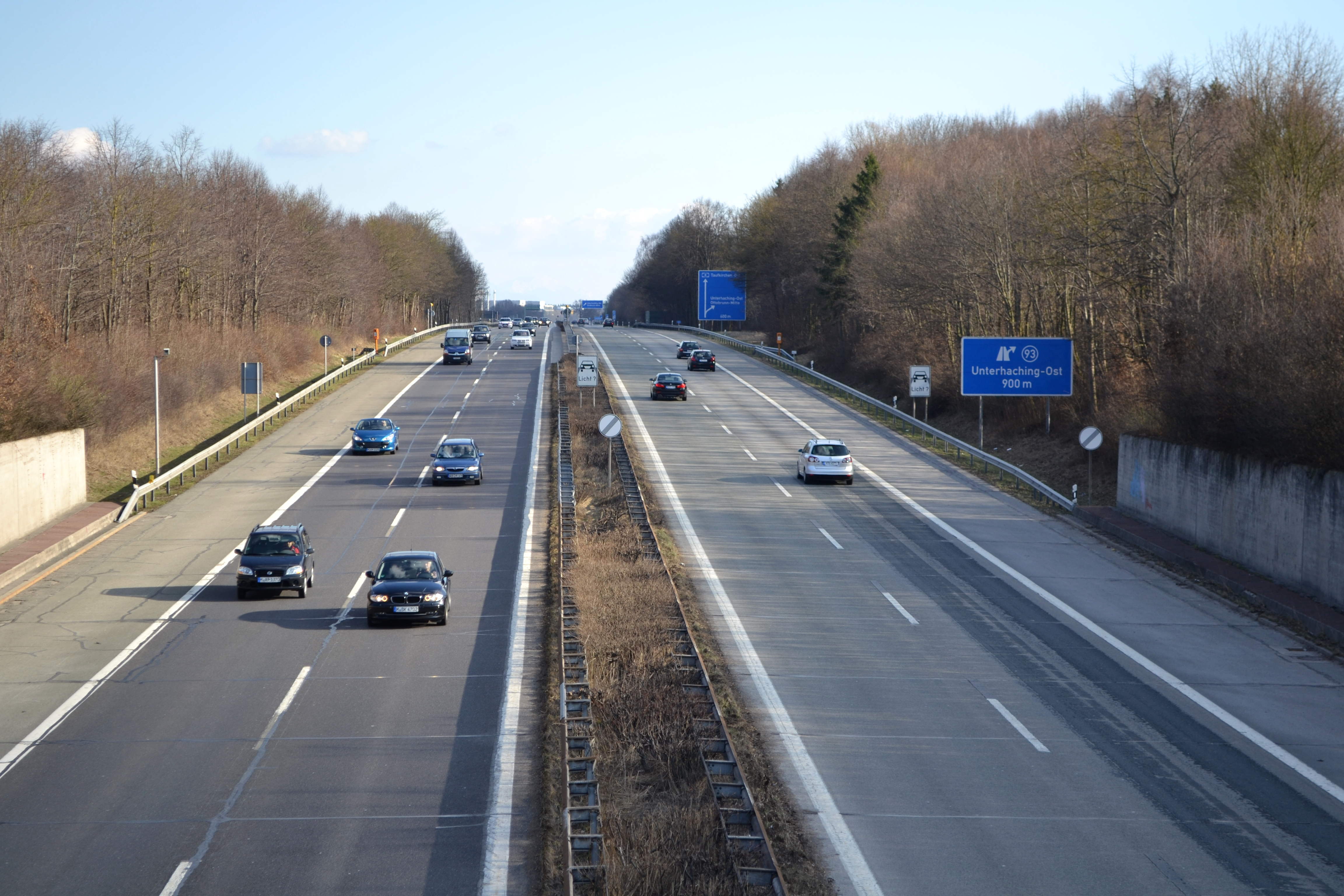
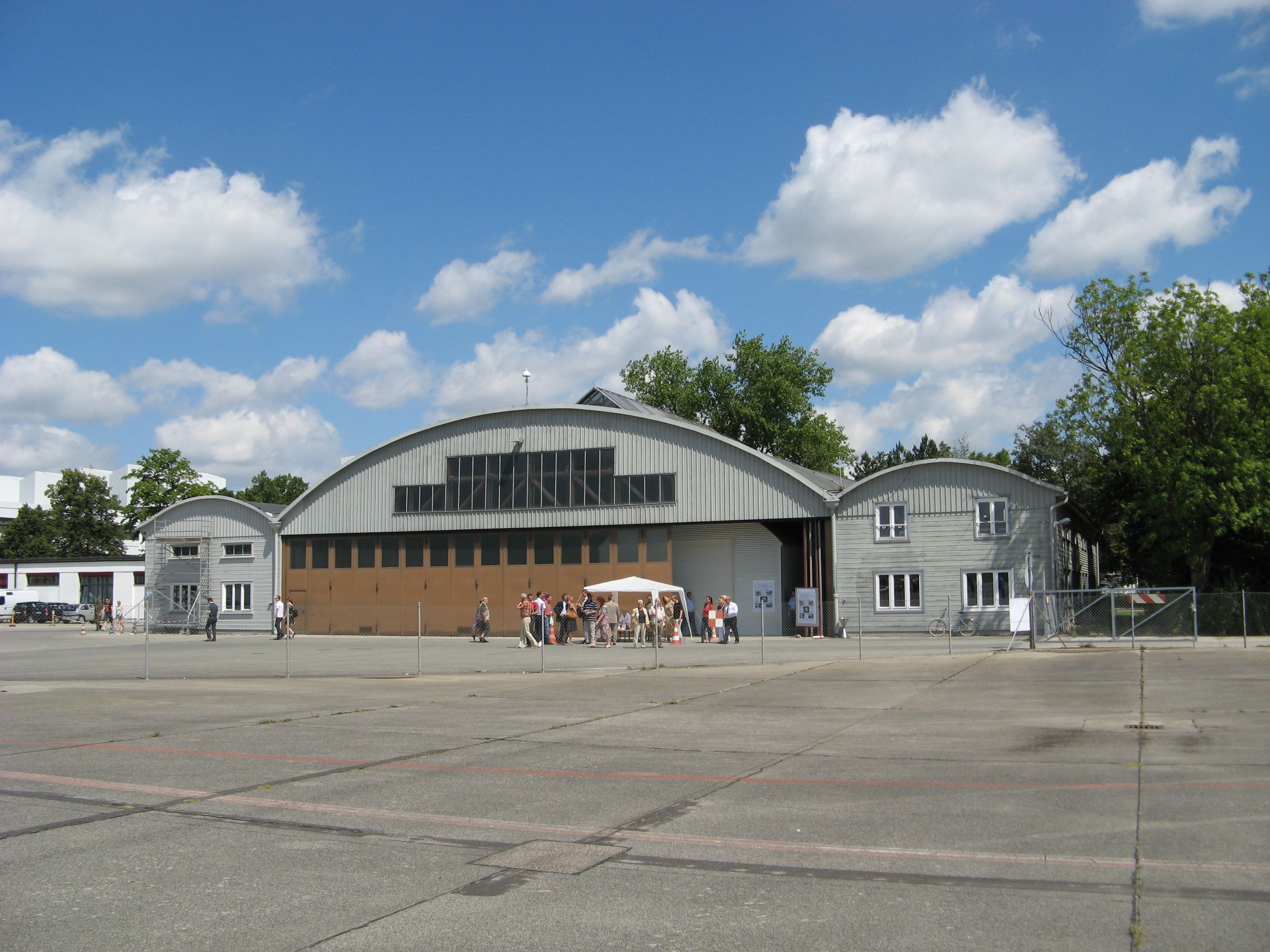
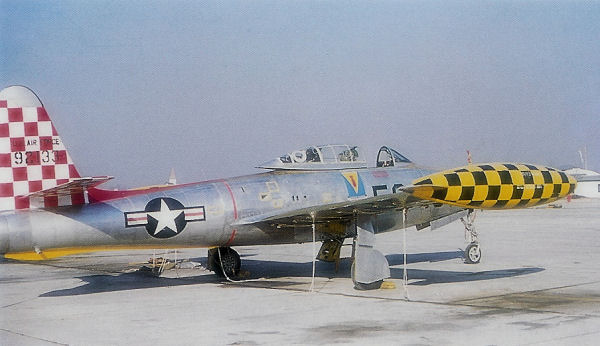
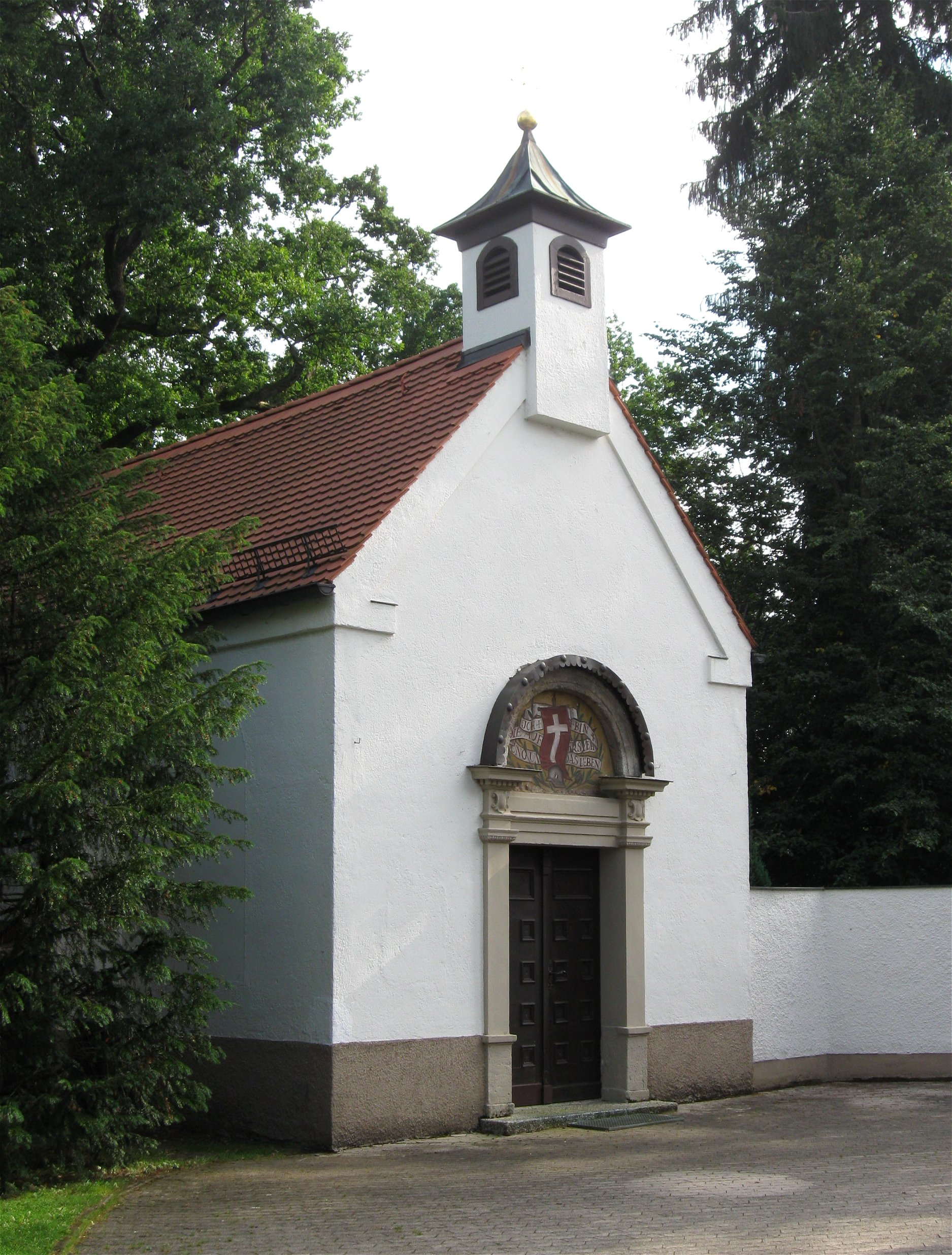
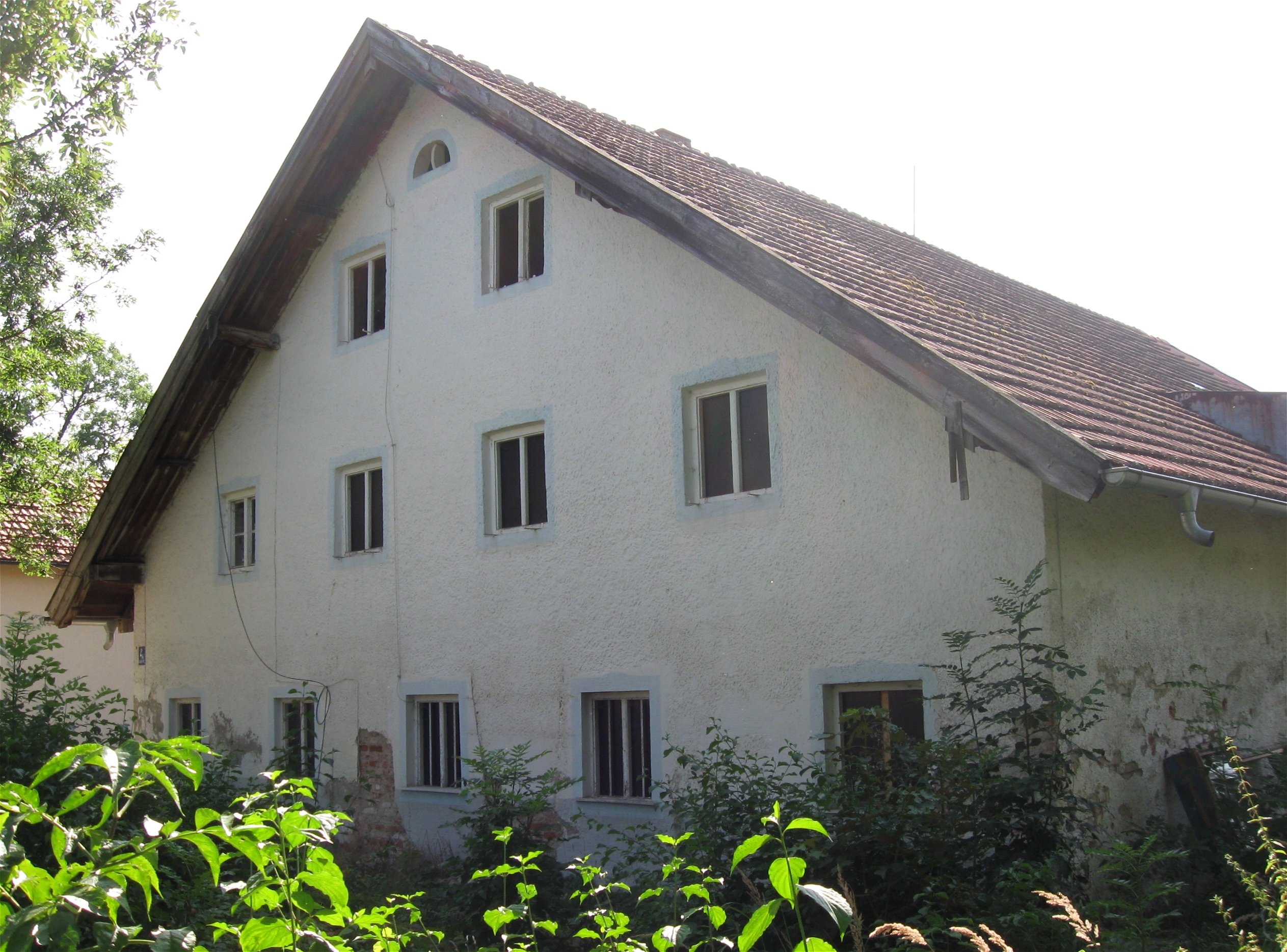